# Vohitrandriana
Vohitrandriana – miasto i gmina na Madagaskarze. Należy do dystryktu Nosy Varika, który jest częścią regionu Vatovavy-Fitovinany. W spisie ludności z 2001 roku, ludność gminy oszacowano na 31 tys. 
Vohitrandriana jest obsługiwana przez lokalne lotnisko. W mieście dostępne są szkoły podstawowe i gimnazja. Około 95% mieszkańców gminy to rolnicy. Najważniejszą uprawą jest ryż, a inne ważne produkty to kawa i maniok. Usługi zapewniają zatrudnienie dla zaledwie 5% populacji gminy.